# Stan spoczynku (film)
Stan spoczynku (ang.: Stop-Loss) – amerykański dramat wojenny z 2008 roku w reżyserii Kimberly Peirce, opowiadający o losie młodych żołnierzy powracających z wojny w Iraku, a także o procedurze stop-loss, która umożliwia członkom amerykańskiej armii przejście w stan spoczynku.

## Opis fabuły
Na początku filmu poznajemy grupę Shadow 3 i jeden dzień z wydarzeń na froncie podczas wojny w Iraku. Bohaterem filmu jest młody, pochodzący z Teksasu żołnierz, sierżant sztabowy Brandon King. Wraz ze swoim przyjacielem Steve'em Shriverem wraca ze służby w Iraku. Mieszkańcy ich rodzinnego miasta witają ich jak bohaterów. Brandon zostaje odznaczony Brązowym Krzyżem i Fioletowym Sercem przez senatora Ortona Worrella. Żołnierze otrzymują kilka dni przepustki, w czasie której u wielu z nich występuje zespół stresu pourazowego. Pewnej nocy Steve upija się i myśląc, że jest na froncie, kopie okop w ogródku swojej narzeczonej Michelle. Dziewczyna dzwoni do Brandona, prosząc o pomoc. Pojawia się również pijany Thomas Burgess, żołnierz należący do grupy Shadow 3 walczącej w Iraku oraz przyjaciel Brandona i Steve'a. King proponuje, aby wszyscy wybrali się na ranczo jego rodziców, gdzie spędzają czas pijąc i strzelając do butelek i prezentów ślubnych Tommy'ego i Jeanie. Towarzyszy im przyjaciel Shorty. Następnego dnia Brandon, Steve i Tommy stawiają się w bazie wojskowej, gdzie dla Kinga i Shrivera ma się zakończyć służba. Jak się okazuje armia przedłuża kontrakt z Kingiem, mimo iż wypełnił podjęte zobowiązania. Podpułkownik Boot Miller tłumaczy to niezakończonymi działaniami wojennymi i rozkazem prezydenta. Zdesperowany żołnierz postanawia nie stawić się na wezwanie i dezerteruje.
Razem z Michelle udaje się w podróż do Waszyngtonu, prosić o pomoc senatora. Przez te kilka dni życie Brandon w cywilu staje się koszmarem. Senator Worrell nie chce z nim rozmawiać, a on sam odczuwa skutki, jakie w jego pamięci zostawiła wojna. Brandon i Michelle odwiedzają rodzinę Paula "Klechy" Colsona, należącego do jego oddziału i poległego na froncie żołnierza, a także rannego Rico Rodrigueza, który przebywa w waszyngtońskim szpitalu. Przez dziwne zachowania Kinga, Michelle wzywa Steve'a, który próbuje przekonać Brandona do powrotu i mówi narzeczonej, że sam wraca do Iraku. Michelle jest wściekła i każe się wynosić Shriverovi, para zrywa zaręczyny. Okazuje się, że Steve zawarł układ z Bootem, jeśli King wróci w ciągu 14 godzin armia zapomni o jego dezercji.
Pewnej nocy King spotyka jednego z żołnierzy, który ukrywa się wraz z rodziną od ponad roku, ponieważ odmówił poddaniu się procedurze stop-loss. Brendon dostaje numer do Carlsona i spotyka się z nim w Nowym Jorku, który za $1000 ma umożliwić mu zmianę tożsamości i ucieczkę do Kanady. Niestety tego samego dnia dowiaduje się, że Tommy popełnił samobójstwo, ponieważ został dyscyplinarnie zwolniony z wojska za pijaństwo.
Tragedia ta zmusiła Brandona do powrotu, po pogrzebie pojawia się na grobie Tommy'ego. Spotyka tam również obwiniającego go za śmierć Burgessa Steve'a. Po kłótni i bijatyce Brandon wraca do domu. Razem z matką i Michelle jadą do Meksyku, gdzie ma się schronić. Jednak Brandon zatrzymuje się przed granicą i postanawia wrócić wraz z innym żołnierzami do Iraku, co widzimy w ostatniej scenie. King nie chce się więcej ukrywać, a przede wszystkim boi się stracić tożsamość. Scena finałowa pokazuje bus pełen żołnierzy i siedzącego samotnie Steve'a, do którego dołącza Brandon.

## Obsada
- Ryan Phillippe jako Brandon King
- Channing Tatum jako Steve Shriver
- Abbie Cornish jako Michelle Overton
- Joseph Gordon-Levitt jako Thomas Burgess
- Rob Brown jako Isaac "Gała" Butler
- Victor Rasuk jako Rico Rodriguez
- Terry Quay jako Paul "Klecha" Colson
- Timothy Olyphant jako ppłk Boot Miller
- Josef Sommer jako senator Orton Worrell
- Linda Emond jako Ida King
- Ciarán Hinds jako Roy King
- Mamie Gummer jako Jeanie Burgess
- Alex Frost jako Shorty Shriver